# رافع شاهين
رافع شاهين (1943 - 2001) إعلامي أردني من أصول فلسطينية 

## حياته مشواره المهني
ولد في بيسان وانتقل مع عائلته إلى مدينة الزرقاء في الأردن بعد عام 1948.
كان من أوائل المذيعين في التلفزيون الأردني عند افتتاحه عام 1969.

## برامجه
قدم العديد من البرامج الثقافية على شاشة التلفزيون الأردني قام بالتعليق على برامج «عالم المصارعة» و«الرياضة والشباب» وابتكر فكرة المسابقات الثقافية على غرار الإعلام الغربي، مثل «فكر واربح» و«برنامج مواهب» و«خمسه على خمسة».
تتلمذ على يد الإعلامي شريف العلمي وساعده في برنامج «سين وجيم» في بداية السبعينات
عين مديرا للإذاعة الأردنية ومستشارا إعلاميا في رئاسة الوزراء في عهد حكومة الدكتور عبد السلام المجالي عام 1998، قدم برامج عديدة للقنوات الخليجية. وقدم في سوريا برنامج «جائزة المليون» الذي أنتجه التلفزيون السوري وعرضه في بداية التسعينات من القرن العشرين وكان آخر البرامج التي قدمها 

## وفاته
أصيب بسرطان المعدة، وتم استئصال معدته، توفي يوم الأحد 4 مارس 2001، وقد شيعت جنازته من مسجد الملك عبد الله الأول في العبدلي في العاصمة الأردنية عمان

## روابط خارجية
- رافع شاهين - وزارة الثقافة الأردنية